# Warren Davidson

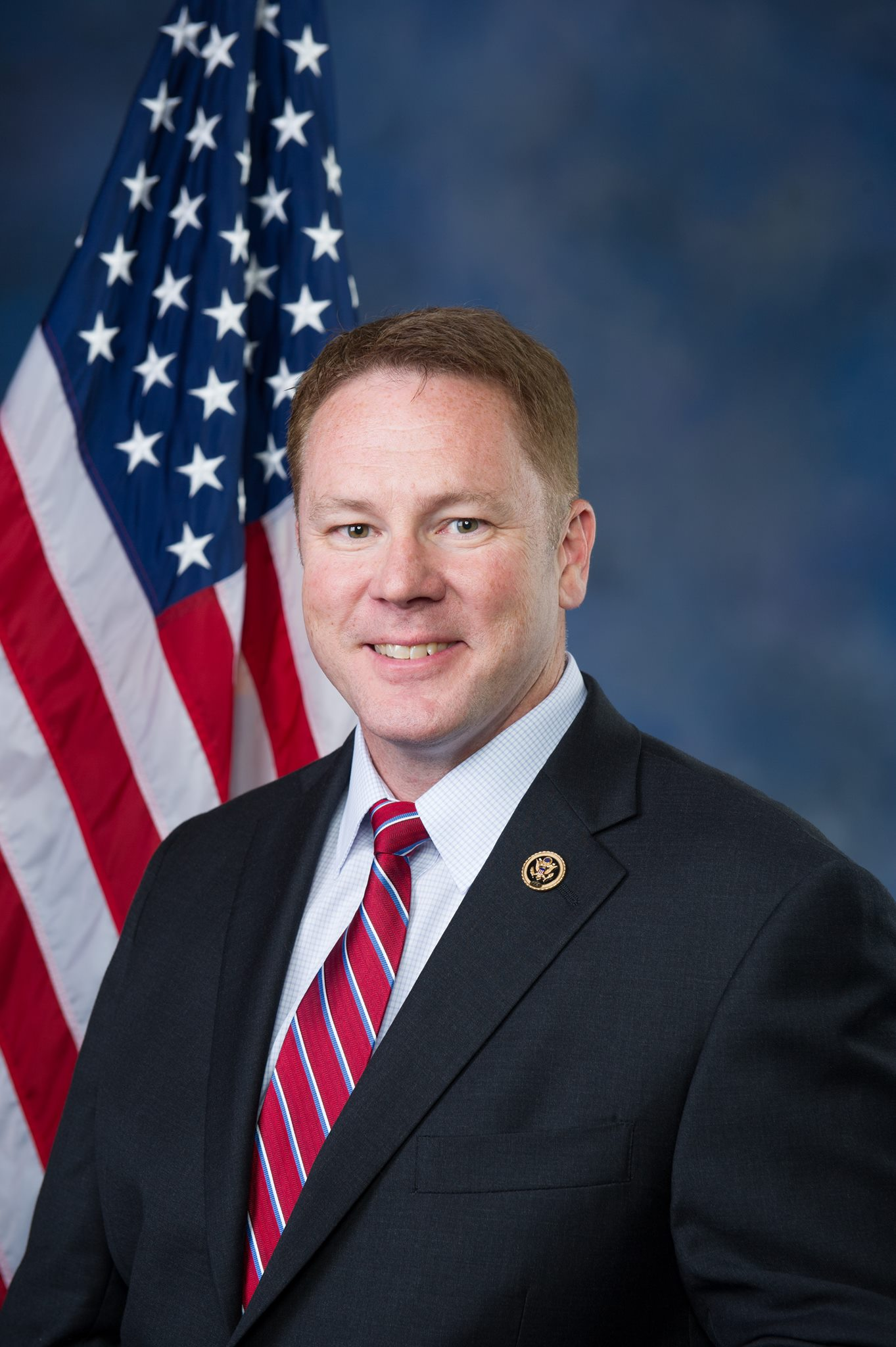
Warren Davidson (2016)

Warren Earl Davidson (* 1. März 1970 in Sidney, Ohio) ist ein US-amerikanischer Politiker der Republikanischen Partei. Seit Juni 2016 vertritt er den achten Distrikt des Bundesstaats Ohio im US-Repräsentantenhaus. Er folgte damit auf den ehemaligen Sprecher des Repräsentantenhauses der Vereinigten Staaten, John Boehner.

## Leben
Warren Davidson, geboren und aufgewachsen in Sidney (Ohio), trat nach dem Abschluss der Sidney High School 1989 in die United States Army ein. Er wurde so unter anderem in Deutschland eingesetzt, wo er 1989, als 19-jähriger Augenzeuge des Falls der Berliner Mauer war. Auf Grund seiner Fähigkeiten erhielt er die Aufnahme in die United States Military Academy in West Point (New York) wo er 1995 mit einem Bachelor of Arts abschloss. Als Offizier diente er in einigen der renommierten Einheiten der US-Streitkräfte, unter anderem in der 101st Airborne Division.
Nach seinem Ausscheiden aus dem Militärdienst im Jahr 2000 absolvierte Davidson die University of Notre Dame, an der er seinen Master of Business Administration erwarb. Er trat in das Unternehmen seines Vaters ein, welches sich auf die Produktion und den Vertrieb von Werkzeugen spezialisierte. Heute ist er Vorsitzender der Dayton Region Manufacturers Association.
Warren Davidson ist seit 1996 verheiratet. Mit seiner Frau Lisa hat er zwei gemeinsame erwachsene Kinder.

## Politik
Seit Mitte der 1980er Jahre, seit er Ronald Reagan 1984 bei einem Auftritt in seiner Heimatstadt Sidney gesehen hatte, ist Davidson zunächst Unterstützer, später Mitglied der  Republikanischen Partei. Im Juni 2016 kandidierte er darum für den vakant gewordenen Sitz im Repräsentantenhaus, bei dem er mit 76,8 Prozent der Stimmen seinen Herausforderer, den Demokraten Corey Foister klar auf den zweiten Platz verweisen konnte. Er konnte ebenfalls die Wahl 2018 gewinnen. Er besiegte Vanessa Enoch von der Demokratischen Partei am 6. November mit 66,6 %. Im Jahr 2020 traf nach dem deutlichen Sieg in der Vorwahl erneut auf Enoch sowie auf den unabhängigen Isaac Reed. Er konnte diese Wahl mit 69 % noch klarer gewinnen. Die Primary (Vorwahl) seiner Partei für die Wahlen 2022 am 3. Mai konnte er mit 72,4 % klar gewinnen. Er trat dadurch am 8. November 2022 zum dritten Mal gegen Vanessa Enoch von der Demokratischen Partei an. Er konnte die Wahl mit 66,7 % der Stimmen etwas weniger deutlich für sich entscheiden und war dadurch auch im Repräsentantenhaus des 118. Kongresses vertreten. Bei der Wahl 2024 trat er wiederum gegen Enoch an und setzte sich mit 62,8 % der Stimmen durch. Seine aktuelle, insgesamt fünfte Legislaturperiode im Repräsentantenhaus des 119. Kongresses läuft noch bis zum 3. Januar 2027.

### Ausschüsse
Davidson ist aktuell Mitglied in folgenden Ausschüssen des Repräsentantenhauses:
- Committee on Financial Services
  - Capital Markets
  - Digital Assets, Financial Technology, and Artificial Intelligence
  - National Security, Illicit Finance, and International Financial Institutions
- Committee on Foreign Affairs
  - Europe
  - Oversight and Intelligence

### Verhalten um die Anfechtung der Wahl 2020
Davidson gehörte zu den Mitgliedern des Repräsentantenhauses, die bei der Auszählung der Wahlmännerstimmen bei der Präsidentschaftswahl 2020 für die Anfechtung des Wahlergebnis stimmten. Donald Trump hatte wiederholt propagiert, dass es umfangreichen Wahlbetrug gegeben hätte, so dass er sich als Sieger der Wahl sah. Für diese Behauptungen wurden keinerlei glaubhafte Beweise eingebracht. Der Supreme Court wies eine entsprechende Klage mit großer Mehrheit ab, wobei sich auch alle drei von Trump nominierten Richter gegen die Klage stellten.